# Rindtorf
Rindtorf ist ein Ortsteil der Gemeinde Eichstedt (Altmark) im Landkreis Stendal in Sachsen-Anhalt, (Deutschland).

## Geographie
Rindtorf, ein Straßendorf mit Kirche, liegt an der Kreisstraße K 1062 in der Altmark, im nördlichen Sachsen-Anhalt. Der Elbe-Uchte-Radwanderweg führt direkt durch das Dorf. Der Elberadweg ist in vier Kilometern entfernt. In acht Kilometern Entfernung befindet sich Stendal, die Kreisstadt des Landkreises Stendal. Südlich des Dorfes liegt das Vogelschutzgehölz Rindtorf, ein Flächennaturdenkmal.
Nachbarorte sind Lindtorf im Nordwesten, Beelitz im Nordosten, Bürs im Osten, Sanne im Südosten und Jarchau im Südwesten.

## Geschichte

### Mittelalter bis Neuzeit
Im Jahre 1255 wurde ein Johannes de runtorp als Zeuge einer in Havelberg ausgestellten Urkunde genannt. Die erste schriftliche Erwähnung von Rindtorf stammt aus dem Jahre 1422 als Clauwes von runtorpe wonaftig to runtorpe als Zeuge genannt wurde. Weitere Nennungen sind 1334 Runtorp, 1540 Runtdorff, 1687 Rintorff 1775 Rintorf oder Rüntorf, und 1804 Dorf und Gut Rindtorf. Der Ort war Stammsitz der 1784 ausgestorbenen Familie von Rindtorf sowie der Familien von Möllenbecke, von Bodenhausen und von Mietzel.
Bei der Bodenreform wurden 1945 ermittelt: 26 Besitzungen unter 100 Hektar hatten zusammen 480 Hektar, eine Kirchenbesitzung hatte 3 Hektar, eine Gemeindebesitzung hatte einen Hektar. Es meldeten sich 19 Bodenanwärter.

### Eingemeindungen
Das Dorf gehörte bis 1807 zum Arneburgischen Kreis der Mark Brandenburg in der Altmark. Danach lag es bis 1813 im Kanton Arneburg auf dem Territorium des napoleonischen Königreichs Westphalen. Ab 1816 gehörte die Gemeinde zum Kreis Stendal, dem späteren Landkreis Stendal. Am 20. Juli 1950 wurde die bis dahin eigenständige Gemeinde Rindtorf nach Lindtorf eingemeindet.
Bis zum 31. Dezember 2009 blieb Rindtorf ein Ortsteil der Gemeinde Lindtorf. Durch einen Gebietsänderungsvertrag beschlossen die Gemeinderäte der Gemeinden Baben, Eichstedt (Altmark) und Lindtorf, dass ihre Gemeinden aufgelöst und zu einer neuen Gemeinde mit dem Namen Eichstedt (Altmark) vereinigt werden. Dieser Vertrag wurde vom Landkreis als unterer Kommunalaufsichtsbehörde genehmigt und trat am 1. Januar 2010 in Kraft.

### Einwohnerentwicklung
| Jahr | Einwohner |
| ---- | --------- |
| 1734 | 106       |
| 1772 | 070       |
| 1790 | 114       |
| 1798 | 102       |
| 1801 | 113       |
| 1818 | 130       |
| 1840 | 140       |
| 1864 | 163       |

| Jahr | Einwohner |
| ---- | --------- |
| 1871 | 179       |
| 1885 | 163       |
| 1892 | [00]166   |
| 1895 | 193       |
| 1900 | [00]189   |
| 1905 | 179       |
| 1910 | [00]180   |
| 1925 | 174       |

| Jahr | Einwohner |
| ---- | --------- |
| 1946 | 237       |
| 2014 | [00]104   |
| 2015 | [00]107   |
| 2017 | [00]102   |
| 2018 | [00]108   |
| 2020 | [00]095   |
| 2021 | [00]096   |
| 2022 | [0]093    |

| Jahr | Einwohner |
| ---- | --------- |
| 2023 | [0]91     |

Quelle, wenn nicht angegeben, bis 1946:

## Religion
- Die  evangelische Kirchengemeinde Rindtorf wird betreut vom Pfarrbereich Arneburg im Kirchenkreis Stendal im Bischofssprengel Magdeburg der Evangelischen Kirche in Mitteldeutschland.[18] Früher gehörte sie als mater combinata zur Pfarrei Jarchau bei Eichstedt in der Altmark.[19] Am 1. Juni 2007 wurden die Kirchengemeinden Lindtorf und Rindtorf zum Evangelischen Kirchspiel Lindtorf-Rindtorf zusammengeschlossen[20] und dieses 2010 mit der Kirchengemeinde Arneburg verbunden.[1]
- Die ältesten überlieferten Kirchenbücher für Rindtorf stammen aus dem Jahre 1726.[21]
- Die katholischen Christen gehören zur Pfarrei St. Anna in Stendal im Dekanat Stendal im Bistum Magdeburg.[22]

## Politik
Verwaltungsrechtlich gehört Rindtorf zur Verbandsgemeinde Arneburg-Goldbeck. Die Bürger aus Rindtorf sind seit dem Juli 2024 durch 2 Mitglieder der Wählergemeinschaft Rindtorf/Lindtorf im Gemeinderat Eichstedt vertreten.

## Kultur und Sehenswürdigkeiten

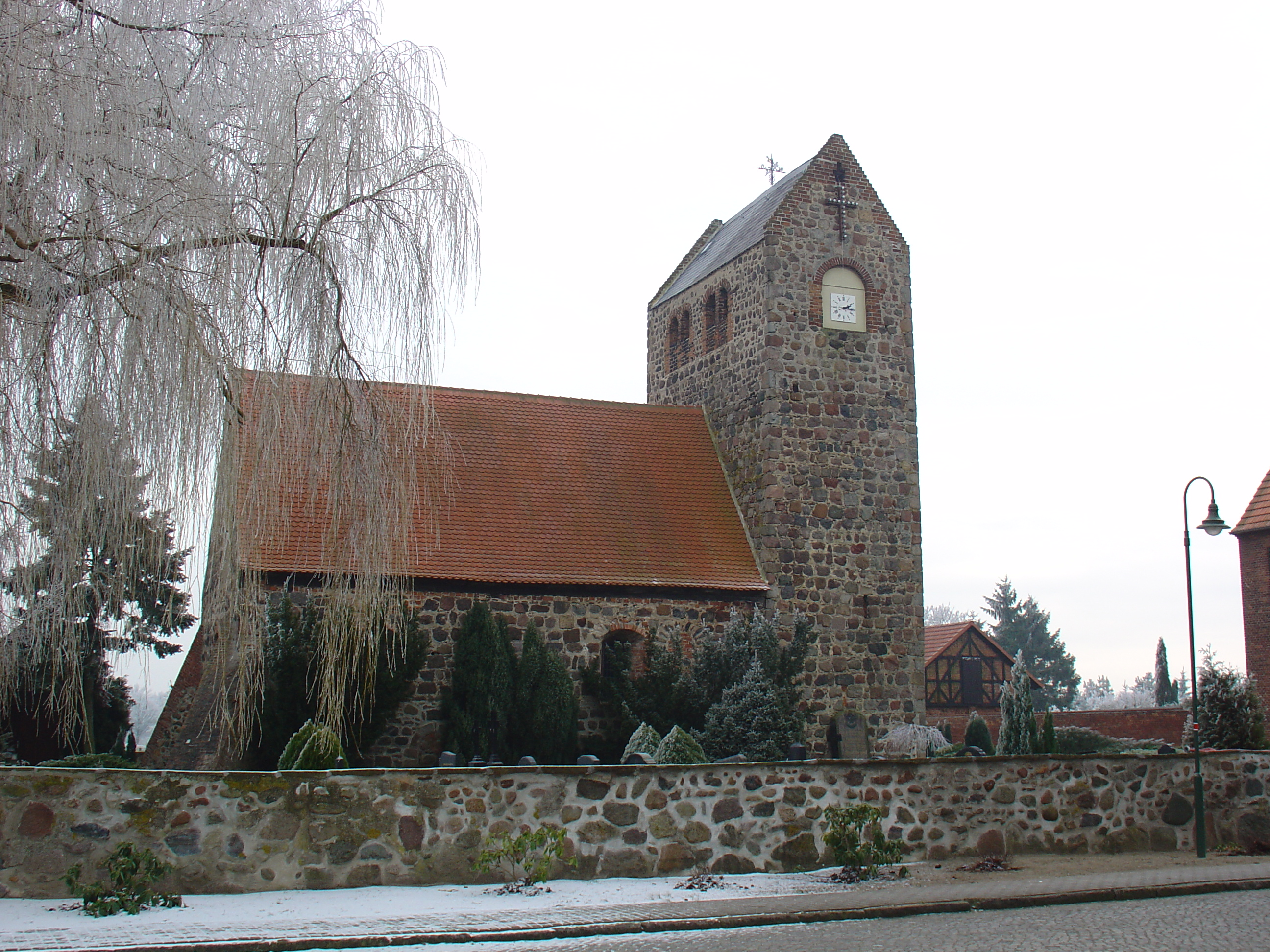
Dorfkirche Rindtorf

- Die Dorfkirche Rindtorf ist ein romanisches Feldsteinbauwerk aus der Zeit um 1250, das mit einem Kanzelaltar aus der Zeit um 1650/1670 und mehreren Grabsteinen ausgestattet ist. Die Orgel ist ein Werk der Firma Hüfken von 1987.[10][24]
- Der Ortsfriedhof befindet sich auf dem Kirchhof. Er ist mit einer Feldsteinmauer umgeben.
- In Rindtorf stehen zwei Denkmale für die Gefallenen des Ersten Weltkrieges, eine aufgerichtete Granitplatte auf dem Kirchhof,[25] sowie ein schlichter Findling mit einer Inschrift.[26]

## Wirtschaft und Infrastruktur
In Rindtorf gibt es ein Dorfgemeinschaftshaus und eine Freiwillige Feuerwehr, die seit 2019 von einem Förderverein unterstützt wird.

### Verkehr
Es verkehren Linienbusse und Rufbusse von stendalbus.

## Persönlichkeiten
Der berühmteste Vertreter der Familie von Rintdorf (auch Rintorf, Rundorf), war der 1699 geborene und 1745 bei Kesselsdorf verstorbene Generalmajor Friedrich Christoph Christian von Rindtorf, der auch Kanonikus des St. Nicolai-Stifts in Magdeburg war.
Der 1889 geborene Lehrer Albert Linneke führte von 1919 bis zu seinem Tod 1954 ein sorgfältiges Tagebuch, das eine Schul- und Dorfchronik genannt werden kann und 1990 in dem 88-minütigen Dokumentarfilm Nationalität: deutsch von Karl Gass der Öffentlichkeit zugänglich gemacht wurde.